# Greg Raymer
Gregory Raymer (Minot, 25 giugno 1964) è un giocatore di poker statunitense.
Soprannominato "Fossilman", comincia la sua carriera alle World Series of Poker nell'edizione 2001. Nel 2004 vince il Main Event dopo essersi qualificato con un Satellite da 160$.
All'ultima mano in cui aveva 8♦ 8♠, vinse contro il A♥ 4♠ di David Williams con 4♦ 2♦ 5♠ 2♥ 2♣ sul board, accaparrandosi il primo premio di  $5.000.000. Vanta un totale di 14 piazzamenti a premi WSOP e 2 al WPT.